# Єврейська економічна партія
Єврейська економічна партія — єврейська політична партія консервативної орієнтації на території Першої Чехословаччини, а точніше на теренах Підкарпатської Русі та Словаччини, яка брала участь у парламентських виборах 1925 року.

## Історія

### Консервативні єврейські течії на сході держави
Партія стала продовженням консервативних єврейських політичних формувань, що виникли на Підкарпатській Русі з початку 1920-х років. На той час це були Єврейська консервативна партія та Союз євреїв-хліборобів Підкарпатської Русі. Ці ідейні течії були близькі чехословацьким аграріям і перебували під сильним впливом інтересів єврейських землевласників, купців, а також впливових ультраортодоксальних рабинів. На муніципальних виборах 1923 р. ці консервативні течії змогли сформувати союз із сіоністською Єврейською громадянською партією Підкарпатської Русі під назвою Єврейська партія Підкарпатської Русі. Тимчасово вдалося вгамувати взаємні суперечки, і в багатьох муніципалітетах досяг успіху об'єднаний єврейський кандидат.
У 1924 році цей альянс розпався, і єврейські консерватори відокремилися як Єврейська демократична партія перед проміжними виборами 1924 року в Підкарпатській Русі, тоді як сіоністський залишок пішов на вибори як Єврейська народна партія. Уже під час створення Єврейської демократичної партії почали зміцнюватися зв'язки між консервативними єврейськими політиками зі сходу республіки та чехословацькими аграріями. Празькі аграрії мали намір використати єврейських консервативних виборців на сході держави, щоб отримати перевагу над соціалістичним табором, тоді як консервативні євреї могли розраховувати на матеріальні вигоди, кращий зв'язок з владою та преференції під час реалізації земельної реформи. від аграріїв.

### Утворення Єврейської економічної партії
Єврейська демократична партія зазнала поразки на виборах 1924 року і отримала лише 9900 голосів, але вона створила політичну традицію, яка зберігалася в усій частині Першої Республіки, тобто окрему несіоністську чи антисіоністську єврейську платформу, яка зберігала сильний вплив у схід держави. Так перед парламентськими виборами 1925 року була створена Єврейська економічна партія (ЄЕП). Вперше воно закріпилося в Словаччині, де його очолив рабин Коломан Вебер, лідер руху Аґудат Ісраель. У Словаччині вона висувала списки кандидатів у двох округах. Потім її організація була заснована і в Підкарпатській Русі. Вона оголошувала себе проурядовою, консервативною, відкидаючи секуляризм. На парламентських виборах на сході держави їй протистояла сіоністська Єврейська партія. У той час як ЄЕП на Підкарпатській Русі здобула 11 792 голоси, то Єврейська партія здобула 19 098 голосів. У Словаччині ЄЕП підтримали 5 144 виборців, Єврейська партія звернулася до 38 442 з них. Таким чином ЄЕП стала незамінною єврейською політичною силою. Саме через відтік деяких єврейських виборців до ЄЕП Єврейська партія, попри загальнонаціональний результат у майже 100 000 голосів, не змогла отримати депутатський мандат.
Єврейська партія відреагувала на результати виборів гострою критикою. Вона протестувала проти того, що чехословацькі аграрії та їхні союзники в Підкарпатській Русі впливають на єврейських виборців. Вона також звинуватила віцегубернатора Підкарпатської Русі Антоніна Розсипала у передачі Єврейській економічній партії 100 тис. крон на витрати на вибори. Виборчий суд відхилив скаргу єврейської партії, але суперечки та взаємні звинувачення затягнулися на роки. Тим часом Єврейська економічна партія зникла.

### Спадкоємці Єврейської економічної партії
Однак політичний напрям, заснований на єврейській ортодоксії, консервативних цінностях і союзі з чехословацькими аграріями, зберігся на Підкарпатській Русі й в наступні роки. На регіональних виборах 1928 р. Єврейська партія та новостворена Єврейська республіканська партія змагалися в Підкарпатській Русі, а на парламентських виборах 1929 р. євреї-аграрії балотувалися проти Єврейської партії безпосередньо в рамках Чехословацької хліборобської партії. У Словаччині розвиток був дещо менш інтенсивним. Наприкінці 1920-х років тут набув політичного значення Юліус Рейс, який зміг об'єднати сіоністські та несіоністські політичні течії, завдяки чому на регіональних виборах 1928 р. єврейська політична формація проникла до місцевої ради.